# Schwallungen
Schwallungen é um município da Alemanha localizado no distrito de Schmalkalden-Meiningen, estado da Turíngia.

## Demografia

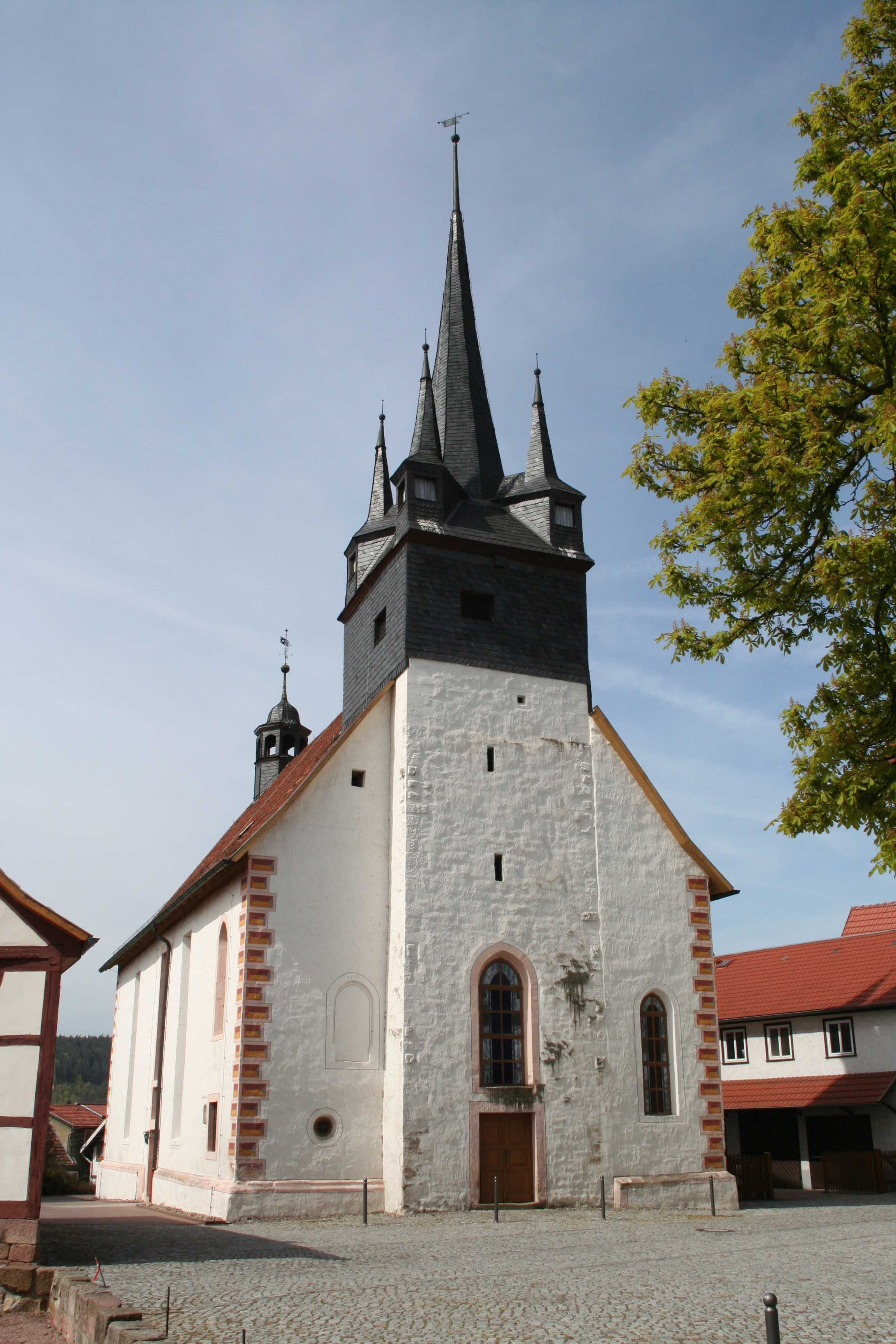
Igreja evangélica de Schwallungen

Evolução da população (31 de dezembro):
| - 1933 - 1.403 - 1939 - 1.458 - 1994 - 2.943 - 1995 - 2.977 | - 1996 - 2.959 - 1997 - 2.926 - 1998 - 2.899 - 1999 - 2.878 | - 2000 - 2.855 - 2001 - 2.827 - 2002 - 2.841 - 2003 - 2.812 |

 Fonte a partir de 1994: Thüringer Landesamt für Statistik